# Dalberto
Dalberto Luan Belo (Bento Fernandes, 15 settembre 1995) è un calciatore brasiliano, attaccante dell'Arema.

## Caratteristiche tecniche
È un'ala destra.

## Carriera
Ha esordito in Série A il 20 settembre 2019 disputando con la Chapecoense l'incontro pareggiato 1-1 contro l'Athl. Paranaense.